# Copiapoa calderana
Copiapoa calderana es una especie de planta suculenta perteneciente al género Copiapoa, dentro de la familia Cactaceae. Es endémica del centro de Chile.

## Descripción

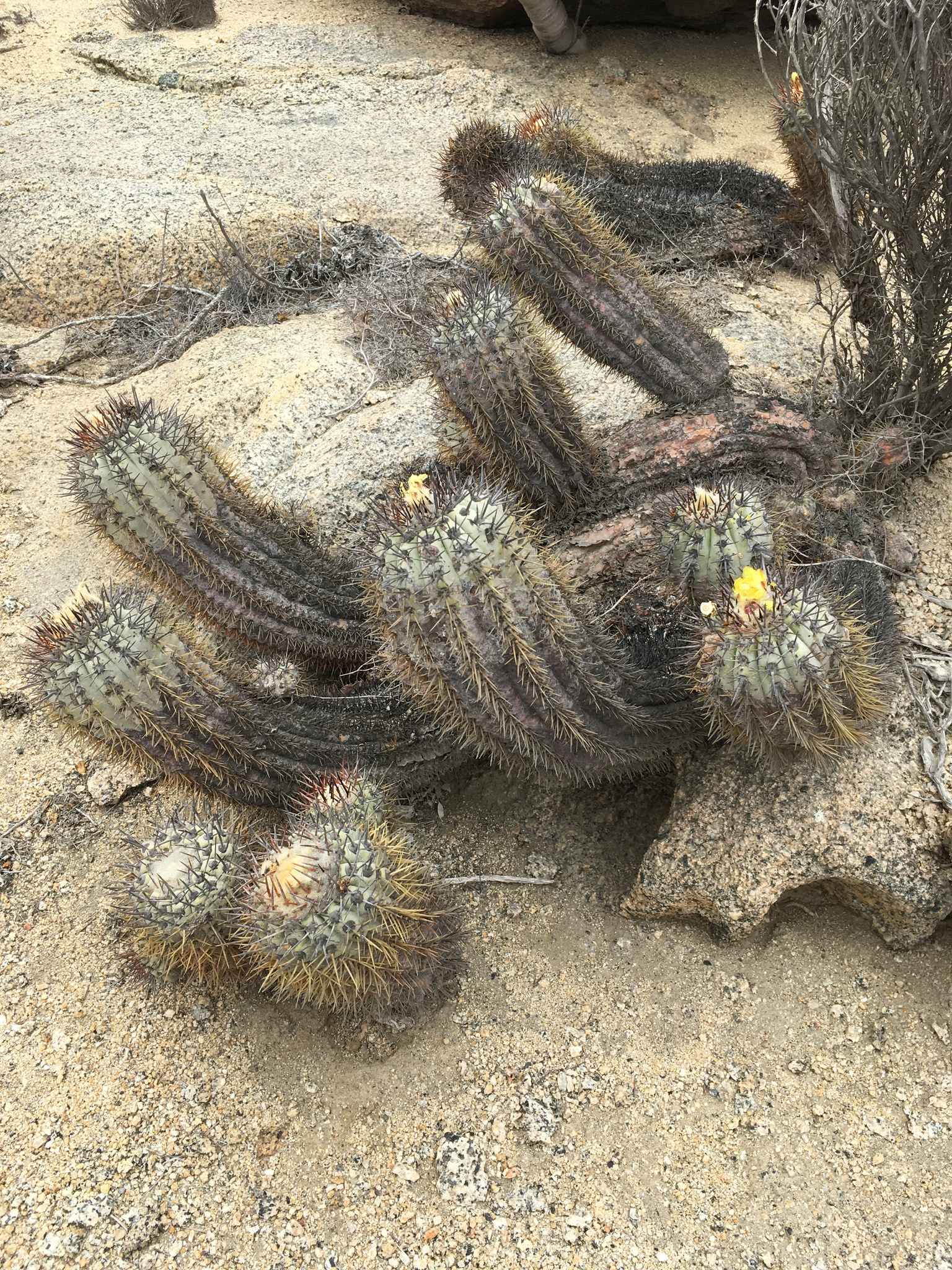
En su hábitat

Copiapoa calderana es una especie de cactus que crece tanto de forma individual como formando grupos sueltos. Los tallos son de color verdoso opaco o verde grisáceo y su forma va de esférica a cilíndrica deprimida. Miden de 5 a 10 cm de diámetro y de 15 a 30 cm de alto. Tienen el ápice con lana densa de color gris y sus raíces son largas y tuberosas, con un cuello contraído que se rompe fácilmente. 
Presentan de 10 a 17 costillas anchas y romas de 0,6 a 1 cm de altura y están divididas ligeramente en tubérculos. Sobre ellas se asientan areolas circulares separadas unas de otras hasta 0,6 cm, y aunque inicialmente son de color gris amarillento, con el tiempo se vuelven negras. Miden de 0,4 a 0,7 cm de diámetro y tienen espinas aciculares rectas y de color marrón rojizo a negro, o incluso amarillentas, aunque a medida que envejecen se vuelven grises. Se distinguen de 1 a 2 espinas centrales de 2,2 a 3 cm de largo y de 4 a 7 espinas periféricas de 1,3 a 1,5 cm de longitud. 

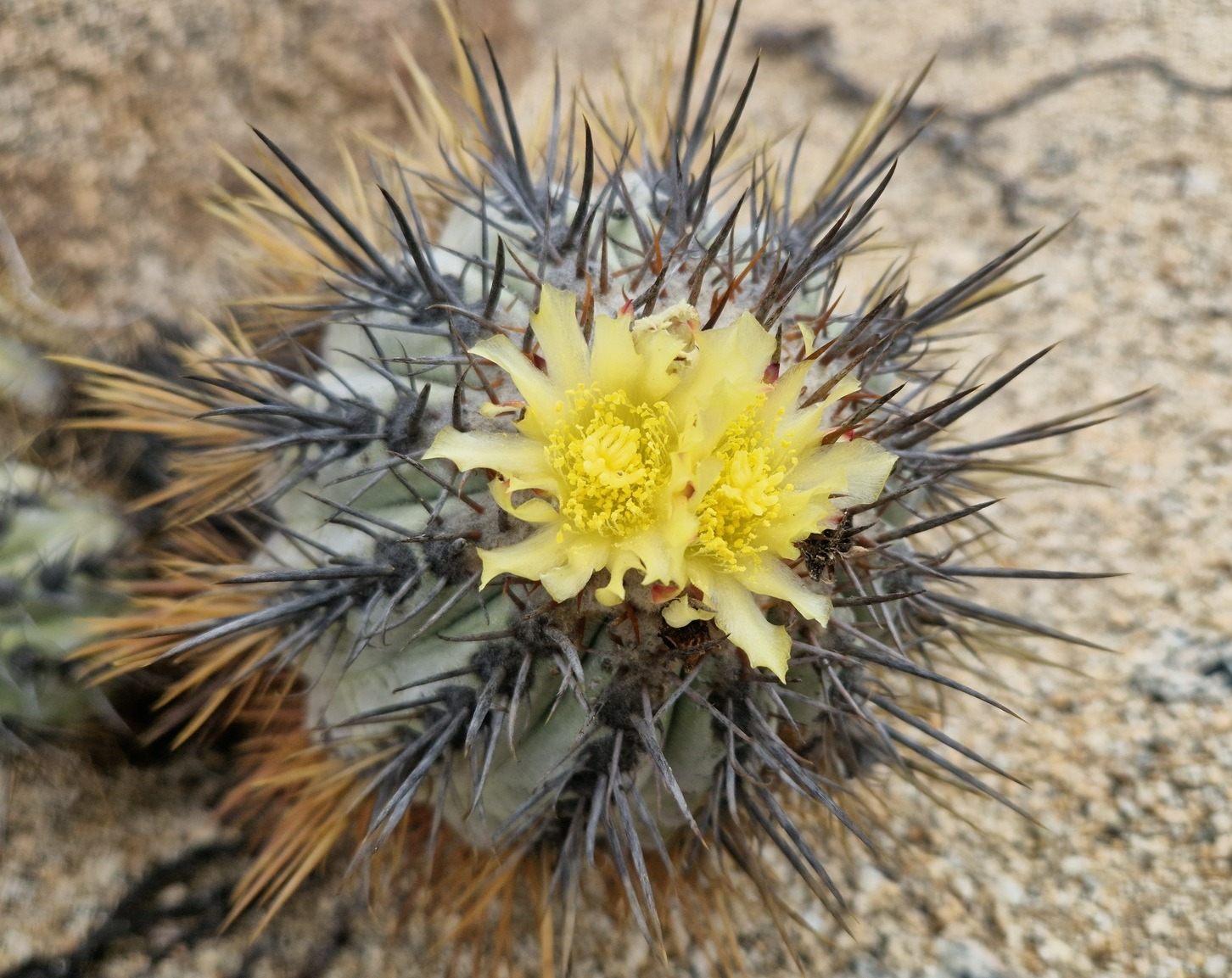
Detalle de la flor

Las flores tienen forma de embudo, son ligeramente comprimidas y se producen en el ápice de los tallos. Son de color amarillo claro y fragantes (desprenden olor). No se abren completamente, miden entre 2,5 y 3,5 cm de largo y hasta 3 cm de ancho. Los frutos contienen semillas negras en su interior.

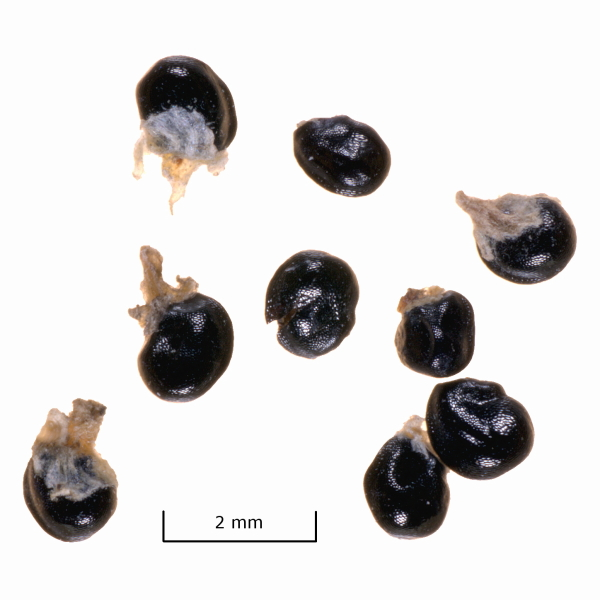
Semillas

## Distribución y hábitat
El área de distribución nativa de esta especie es el centro de Chile (concretamente desde Antofagasta hasta el desierto de Atacama) y crece principalmente en biomas desérticos o de matorrales secos, en áreas extremadamente secas con precipitaciones muy escasas. De hecho, la estación seca dura de 8 a 12 meses y en algunos años es posible no tener lluvias en absoluto. Por ello, en la parte norte de la cordillera, las plantas obtienen agua principalmente de la frecuente niebla costera (camanchaca), que provee una parte significativa de sus necesidades hídricas. 

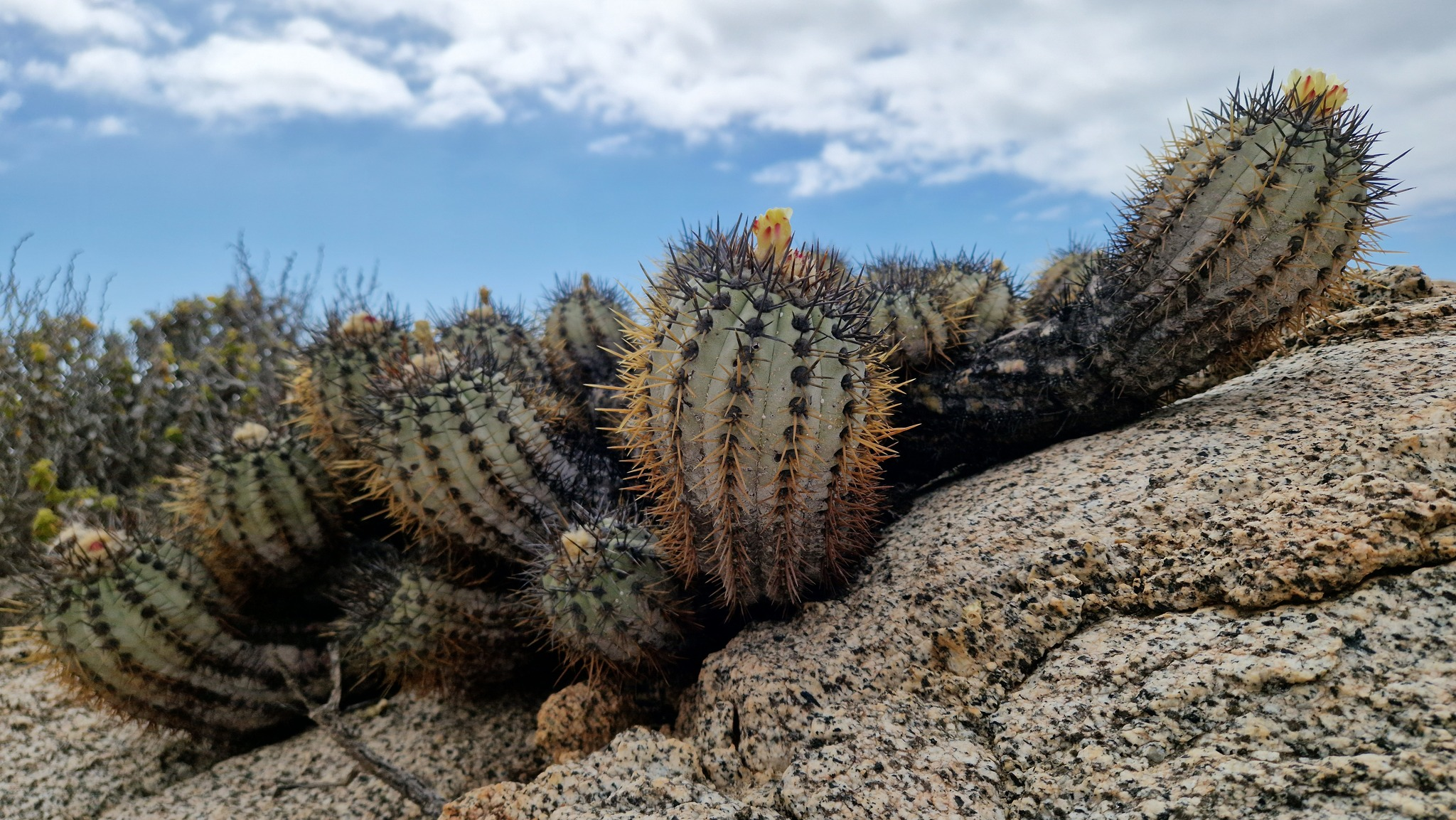
En su hábitat

Se desarrolla en lomas costeras generalmente rocosas, a elevaciones de 0 a 1.000 metros sobre el nivel del mar.

## Taxonomía
Copiapoa calderana fue descrita por el botánico alemán Friedrich Ritter y publicada por primera vez en la revista científica Cactus (Paris) 14 (65): 197 en el año 1959.

Etimología
- Copiapoa: nombre genérico que hace referencia a la ciudad chilena de Copiapó, ubicada en el desierto de Atacama, lugar donde se encuentran la mayoría de las especies de este género.
- calderana: epíteto geográfico que hace referencia a la zona costera del norte de Caldera (Chile) lugar donde se desarrolla la especie.[4]

## Estado de conservación
En la Lista Roja de Especies Amenazadas de la UICN, la especie está clasificada como “Vulnerable (VU)”.

## Usos
Se cultiva principalmente como planta ornamental y su propagación se realiza a través de esquejes o semillas.